# EV Tegernsee
Der EV Tegernsee war ein Eishockeyverein aus Tegernsee, der bis zu seiner Auslösung 1952 am Spielbetrieb des Bayerischen-Eissportverbandes teilnahm. Den größten Erfolg der Vereinsgeschichte erreichte die 1. Mannschaft des EVT mit dem Aufstieg in die damalige erstklassige Eishockey-Oberliga. Der heutige Verein EC Tegernsee nahm bis 1994 am Spielbetrieb des Bayerischen-Eissportverbandes teil.

## Geschichte
In der Saison 1947/48 qualifizierte sich der EV Tegernsee, als drittplatzierter der "Bayerischen Meisterschaft", für die Endrunde zur Deutschen Meisterschaft. Im Herbst 1949 konnte sich der EVT als Meister der Landesliga Bayern in der Qualifikation gegen den HC Stuttgart durchsetzen und sich für die damals höchste Spielklasse in Deutschland – der Oberliga – qualifizieren. In der Saison 1950/51 unterlag der EVT dem EV Rosenheim im Relegationsspiel um den Klassenerhalt für die Gruppe Süd und stieg wieder ab und wurde im Herbst 1952 aufgelöst.
Später wurde die Sportart Eishockey beim 1952 neu gegründeten Eissportclub Tegernsee (ECT) weiter betrieben, der sicher bis 1993/94 am Spielbetrieb in den Ligen des Bayerischen Eissportverbandes teilgenommen hat und auch heute noch eine Eishockeyabteilung betreibt. Die Mannschaft spielt seit der Saison 2011/12 in der NoCheck Hobby Liga und hat seitdem 4 Mal hintereinander den Meistertitel erringen können. Der ECT betrieb früher einen Natureisplatz in Tegernsee, auf dem früher auch die Eishockeyspiele ausgetragen wurden. Seit 2007 spielt der EC Tegernsee in der vereinseigenen, neuerbauten Kunsteisarena auf der Schießstätte.

## Eisstadion
Natureisstadion Tegernsee. Seit 2007 Kunsteisarena auf der Schießstätte.

## Erfolge
- Aufstieg in die Oberliga (1. Liga) 1949
- Süddeutscher-Meister 1949
- Endrundenteilnehmer um die Deutsche Meisterschaft 1948
- Bayerischer Landesliga-Meister (2. Liga) 1949
- Bayerische Landesliga-Meisterschaft (2. Liga) 3. Platz 1948

Quelle: rodi-db.de

### Platzierungen
| Saisondaten ab 1947 | Saisondaten ab 1947 | Saisondaten ab 1947 | Saisondaten ab 1947 | Saisondaten ab 1947 | Saisondaten ab 1947 | Saisondaten ab 1947 | Saisondaten ab 1947                             |
| Saison              | Liga                | Klasse              | Gruppe              | Platzierung         | PO                  | PD                  | Endplatzierung                                  |
| ------------------- | ------------------- | ------------------- | ------------------- | ------------------- | ------------------- | ------------------- | ----------------------------------------------- |
| 1947/48             | Landesliga          | I I                 |                     | 3. Platz            | DM                  |                     | 4. Gr. Süd Endrunde der Deutschen Meisterschaft |
| 1948/49             | Landesliga          | I I                 |                     | Meister             | OL                  |                     | Süddeutscher-Meister, Aufstieg in die Oberliga  |
| 1949/50             | Oberliga            | I                   |                     | 7. Platz            |                     |                     |                                                 |
| 1950/51             | Oberliga            | I                   | Süd                 | 4. Platz            |                     | X                   | Niederlage Relegation, Abstieg                  |
| 1951/52             | Landesliga          | II                  | Gruppe B            |                     |                     |                     |                                                 |
| 52/53–83/84         | BEV                 |                     |                     |                     |                     |                     | Im Ligenbereich des BEV                         |
| 1984/85             | Bayernliga          | V                   | Natureis            | 7. Platz            |                     |                     |                                                 |
| 1985/86             | Bayernliga          | V                   | Natureis            | 8. Platz            |                     |                     |                                                 |
| 1986/87             | Bayernliga          | V                   | Natureis            | 6. Platz            |                     |                     | Natureis-Bayernliga wurde eingestellt           |
| 1987/88             | Kreisliga           | V I I               | Gruppe B            | Vizemeister         |                     |                     |                                                 |
| 1988/89             | Kreisliga           | V I I               | Gruppe B            | Vizemeister         |                     |                     |                                                 |
| 1989/90             | Kreisliga           | V I I               | Gruppe C            | 3. Platz            |                     |                     |                                                 |
| 1990/91             | Kreisliga           | V I I               | Gruppe 3            | 7. Platz            |                     |                     |                                                 |
| 1991/92             | Kreisliga           | V I I               | Gruppe 2            | 5. Platz            |                     |                     | Die Kreisliga wurde durch die BBzL ersetzt.     |
| 1992/93             | Bezirksliga         | V I I               | Gruppe 3            | 6. Platz            |                     |                     |                                                 |
| 1993/94             | Bezirksliga         | V I I               | Gruppe 3            | 7. Platz            |                     |                     |                                                 |
| 1994/95             | Bezirksliga         | V I                 |                     |                     |                     |                     | Spielbetrieb im BEV eingestellt                 |

Quelle: passionhockey.com